# UFC Fight Night: Edwards vs. Muhammad
UFC Fight Night: Edwards vs. Muhammad（ユーエフシー・ファイトナイト：エドワーズ・バーサス・ムハマッド、別名UFC Fight Night 187、UFC on ESPN+ 45）は、アメリカ合衆国の総合格闘技団体「UFC」の大会の一つ。2021年3月13日、ネバダ州ラスベガスのUFC APEXで開催された。

## 大会概要
本大会ではレオン・エドワーズとベラル・ムハマッドのウェルター級戦が組まれた。

## 試合結果

### プレリミナリーカード
第1試合 ウェルター級 5分3R
○  マシュー・セメルスバーガー vs.  ジェイソン・ウィット ×
1R 0:16 KO（右ストレート→パウンド）
第2試合 女子ストロー級 5分3R
○  ジン・ユウ・フライ vs.  グロリア・ジ・パウラ ×
3R終了 判定3-0（29-28、29-28、29-28）
第3試合 女子フライ級 5分3R
○  JJ・アルドリッチ vs.  コートニー・ケイシー ×
3R終了 判定2-1（28-29、29-28、29-28）
第4試合 ライト級 5分3R
○  ナスラット・ハクパラスト vs.  ラファ・ガルシア ×
3R終了 判定3-0（30-27、29-28、29-28）
第5試合 バンタム級 5分3R
○  ハニ・ヤヒーラ vs.  レイ・ロドリゲス ×
2R 3:09 肩固め
第6試合 フェザー級 5分3R
○  シャルル・ジョーデイン vs.  マルセロ・ロホ ×
3R 4:31 TKO（左ジャブ）
第7試合 女子ストロー級 5分3R
○  アンジェラ・ヒル vs.  アシュリー・ヨーダー ×
3R終了 判定3-0（30-27、30-27、30-27）

### メインカード
第8試合 ミドル級 5分3R
－  エリク・アンダース vs.  ダレン・スチュワート －
1R 4:37 ノーコンテスト（アンダースの反則の膝蹴り）
第9試合 フライ級 5分3R
○  マテウス・ニコラウ vs.  マネル・ケイプ ×
3R終了 判定2-1（28-29、29-28、29-28）
第10試合 バンタム級 5分3R
○  デイビー・グラント vs.  ジョナサン・マルティネス ×
2R 3:03 KO（左フック→パウンド）
第11試合 フェザー級 5分3R
○  ダン・イゲ vs.  ギャビン・タッカー ×
1R 0:22 KO（右ストレート）
第12試合 ライトヘビー級 5分3R
○  ライアン・スパン vs.  ミシャ・サークノフ ×
1R 1:11 TKO（左フック→パウンド）
第13試合 ウェルター級 5分5R
－  レオン・エドワーズ vs.  ベラル・ムハマッド －
2R 0:18 ノーコンテスト（故意でないサミング）

### 各賞
ファイト・オブ・ザ・ナイト：該当無し
パフォーマンス・オブ・ザ・ナイト：ライアン・スパン、ダン・イゲ、デイビー・グラント、マシュー・セメルスバーガー
各選手にはボーナスとして5万ドルが授与された。

### カード変更
負傷などによるカードの変更は以下の通り。